# Hesperochroa polygrapha
Hesperochroa polygrapha là một loài bướm đêm trong họ Noctuidae.